# Орден «За интеллектуальную отвагу»
Орден «За интеллектуальную отвагу» (укр. За інтелектуальну відвагу) — серебряный орден, с 2001 года ежегодно вручаемый Капитулой независимого культурологического журнала «Ї» на ежегодном предновогоднем собрании «Граница года» (укр. Межа Року). К 2020 году кавалерами ордена стали 46 человек. Идея отличия «За интеллектуальную отвагу» принадлежит Тарасу Возняку, главному редактору Журнала «Ї» и Олесю Пограничному, члену редакции Журнала «Ї», журналисту. Возникла идея в 1995 году. Капитула Журнала «Ї» отмечает, что она не «вручает» орден, а просит номинантов получить его как проявление уважения и благодарности, а также как признание важности номинанта для интеллектуальной среды Украины.

## Состав Капитулы (на 2021 год)
Олесь Пограничный — журналист, секретарь Польско-Украинского «Медиа Общества» (Львов)
Антон Борковский — журналист, политолог (Львов)
Юрий Ланюк — композитор, профессор Львовской национальной музыкальной академии им. М. В. Лысенко (Львов)
Мирослав Маринович — философ, правозащитник, вице-ректор Украинского Католического университета, диссидент советских концлагерей (Львов) Михаил Москаль — художник, дизайнер, креативный менеджер (Львов)
Ирина Старовойт — литературовед, поэтесса, переводчица, преподавательница УКУ (Львов)
Андрей Павлишин — переводчик, преподаватель Украинского католического университета (Львов)
Тарас Возняк — главный редактор Журнала «Ї», генеральный директор Львовской национальной галереи искусств им. Б. Г. Возницкого (Львов) Михаил Комарницкий — директор издательства «Летопись» (Львов)
Виктор Кушниренко — директор Фонда «Подгорецкий замок» (Львов)